# Vingt et un jours ensemble
Pour plus de détails, voir Fiche technique et Distribution.
Vingt et un jours ensemble (titre original : 21 Days) est un film britannique réalisé par Basil Dean, sorti en 1940.

## Synopsis
Larry Durant, le mouton noir de sa famille, rentre à Londres après des affaires infructueuses au Kenya, et poursuit sa liaison avec une femme mariée, Wanda. Henry, le mari de cette dernière revient cependant après trois ans d'absence, demande à Larry de le payer et sort un couteau lorsque celui-ci refuse. S'ensuit une lutte entre les deux hommes, lors de laquelle Henry est tué accidentellement.
Larry dépose le cadavre d'Henry dans une ruelle abandonnée à Glove Lane, puis part demander conseil à son frère Keith, un barrister brillant. Ce dernier, en partie par crainte de voir son avancement compromis, conseille à son frère de quitter le pays au plus vite pour éviter la capture.
Pensant à Wanda, Larry refuse de partir et retourne dans la ruelle où il a laissé le corps. Là, il rencontre John Evan, ancien ministre maintenant à la rue, qui ramasse les gants ensanglantés que Larry a accidentellement laissé tomber et oubliés. La police, ayant découvert le cadavre, fouille le quartier, trouve Evan avec les gants et l'arrête pour le meurtre d'Henry. Evan, qui avait volé une bague au cadavre, se sent si honteux de ce qu'il est devenu et de ce qu'il a fait qu'il avoue sa culpabilité
Quand Larry apprend l'arrestation d'Evan, il décide se rendre à la police avant sa condamnation, mais de passer d'abord 21 jours de bonheur avec Wanda. Le jour où Evan est condamné à la pendaison, Keith supplie son frère de garder le silence, mais Larry refuse et part pour le poste de police. Wanda parvient à le rattraper avant qu'il n'y arrive et lui montre le journal : Evan est mort d'une crise cardiaque.

## Fiche technique
- Titre : Vingt et un jours ensemble
- Titre original : 21 Days
- Réalisation : Basil Dean
- Producteur : Alexander Korda et Basil Dean (producteur associé)
- Société de production : London Film Productions
- Distribution : Columbia Pictures
- Scénario : Basil Dean et Graham Greene d'après la pièce The First and the Last de John Galsworthy
- Photographie : Jan Stallich
- Montage : Charles Crichton et William Hornbeck
- Musique : John Greenwood
- Décors : Vincent Korda
- Pays de production : Royaume-Uni
- Format : Noir et Blanc - Son : Mono (Western Electric Mirrophonic Recording)
- Genre : Drame
- Durée : 72 minutes
- Dates de sortie :
  - Royaume-Uni : 7 janvier 1940
  - États-Unis : 29 avril 1940

## Distribution
- Vivien Leigh : Wanda
- Laurence Olivier : Larry Durrant
- Leslie Banks : Keith Durrant
- Francis L. Sullivan : Mander
- David Horne : Beavis
- Hay Petrie : John Aloysius Evan
- William Dewhurst : the Lord Chief Justice
- Esme Percy : Henry Wallen
- Frederick Lloyd : Swinton
- Robert Newton : Tolly
- Victor Rietti : Antonio
- Morris Harvey : Alexander MacPherson
- Elliott Mason : Frau Grunlich
- Arthur Young : Ascher
- Meinhart Maur : Carl Grunlich